# Pikérmi
Pikérmi, en grec moderne : Πικέρμι, est une localité et un ancien district municipal d'Attique de l'Ouest en Grèce. Depuis 2010, il est fusionné au sein du dème de Rafína-Pikérmi.
Selon le recensement de 2011, la population du district compte 7 175 habitants tandis que celle de la localité s'élève à 2 009 habitants.